# Malenella nana
Genre
Espèce
Malenella nana, unique représentant du genre Malenella, est une espèce d'araignées aranéomorphes de la famille des Macrobunidae.

## Distribution
Cette espèce est endémique du Chili. Elle se rencontre dans les régions de Valparaíso, du Maule, du Biobío, d'Araucanie et des Lacs.

## Description
La femelle holotype mesure 4,00 mm et le mâle paratype 3,60 mm.

## Systématique et taxinomie
Cette espèce a été décrite par Ramírez en 1995.
Ce genre a été décrit par Ramírez en 1995 dans les Anyphaenidae. Il est placé dans les Amaurobiidae par Wheeler et al. en 2017 puis dans les Macrobunidae par Gorneau, Crews, Cala-Riquelme, Montana, Spagna, Ballarin, Almeida-Silva et Esposito en 2023.

## Étymologie
Ce genre est nommé en l'honneur de María Elena Galiano.

## Publication originale
- Ramírez, 1995 : « A phylogenetic analysis of the subfamilies of Anyphaenidae (Arachnida, Araneae). » Entomologica Scandinavica, vol. 26, no 4, p. 361-384 (texte intégral).